# مركز الأبحاث المتعلقة بالمرأة عبر الثقافات
أُسّس «مركز الأبحاث المتعلّقة بالمرأة عبر الثقافات» لتطوير الأبحاث المتعلّقة بالمرأة بشكل دولي. وقبل تأسيس المركز بدأت مجموعة من النسوة الأكاديميات (وعالمات في علم الإنسان بشكل أساسي) ندوات تطرح من خلالها أبحاث تخصّ المرأة ومكانة المرأة المتدنية عالمياً بشكل خاص. وحصل هذا في وقت كانت الحركة النسويّة نشطة خلاله، إذ جذبت الندوات جمهوراً كبيراً في جامعة أكسفورد التي كانت غالبيتها ذكوراً في ذلك الحين. وكان الشعور العام أن علماء الإنسان لم يكن عندهم اهتمام بأسئلة أبحاث مثل مكانة المرأة ودورها في المجتمع، والمشاكل النسوية التي تطرحها هذه الأسئلة. وقد قدم المركز الفرصة والمساحة للنساء الباحثات لطرح نتائج أبحاثهم للعامة. وواصلت هذه الندوات انعقادها بشكل أسبوعي في كل فصل دراسي منذ عام 1972. واستلم العديد من المشاركين مناصب كبرى في المجال الأكاديمي وغيره منذ طرحهم لأبحاثهم الأولى في المركز. وكانت «شيرلي أردنز» المؤسسة للمركز.
في عام 1983 أسس «مركز الأبحاث المتعلّقة بالمرأة عبر الثقافات» في ما يسمّى «منزل الملكة إليزابيث» وهو مركز التنمية الدولي في جامعة أكسفورد، وكان مكاناً لعقد معظم الندوات منذ عام 1972. وشعر أعضاء المركز حينها برغبتهم بترتيب حدث عام لإعلان بداية تأسيس المركز الجديد. وفي عام 1984، أُعطت أوّل محاضرة تذكاريّة للاحتفال بعالمات علم الإنسان الرياديّات، وكانت هذه المحاضرة تكريماً للعالمة «فيليس كابيري» بالإضافة إلى «باربرا وارد» و «أودري ريتشاردز».